# 심기이편
심기이편(心氣理篇)은 정도전(鄭道傳)의 저술로, 고려 척불론의 대표적인 것이다. <심난기(心難氣)> <기난심(氣難心)> <이론심기(理論心氣)> <심문천답(心問天答)>의 4장으로 구성되어 있는데, 여기서 '심'은 불교의 수심(修心)을, '기'는 도교의 양기(養氣)를, '이'는 성리학의 이를 각각 의미한다.
첫째 <심난기>에서는 석씨수심(釋氏修心, 佛敎)의 뜻을 말하면서, 노씨(老氏, 道敎)의 그릇됨을 말하고, 둘째 <기난심>에서는 노씨의 양기의 법을 말하면서 석씨의 그릇됨을 말하였다. 셋째 <이론심기>에서는 주로 유가(儒家)의 교리를 논하면서 불교·도교의 그릇됨을 말하고 넷째 <심문천답>에서는 유교가 옳다는 것을 말하고 있다. 즉 이 <심기이편>은 그의 양유척불(揚儒斥佛)의 주장을 개론한 것이라고 볼 수 있다.